# Avima
Avima is een geslacht van hooiwagens uit de familie Agoristenidae.
De wetenschappelijke naam Trinella is voor het eerst geldig gepubliceerd door 
Goodnight & Goodnight in 1947. Deze naam wordt echter bezig met Trinella Bory de Saint Vincent, 1827 (Protista) [en ook Trinella Gray, 1870 (Cnidaria)], daar, vanwege homonymie, wordt vervangen door de latere Avima Rower 1949.

## Soorten
Avima omvat de volgende 30 soorten:
- Avima albidecorata (was Trinella albidecorata).
- Avima albimaculata (was Trinella albimaculata).
- Avima albiornata (was Trinella albiornata).
- Avima anitas
- Avima azulitai (was Trinella azulitai).
- Avima bicoloripes (was Trinella bicoloripes).
- Avima bordoni (was Trinella bordoni).
- Avima bubonica (was Trinella bubonica).
- Avima chapmani (was Trinella chapmani).
- Avima checkeleyi (was Trinella checkeleyi).
- Avima chiguaraensis (was Trinella chiguaraensis).
- Avima falconensis (was Trinella falconensis).
- Avima flavomaculata (was Trinella flavomaculata).
- Avima glabrata (was Trinella glabrata).
- Avima granulosa (was een spelfout als "Trinella granulata").
- Avima intermedia (was Trinella intermedia).
- Avima matintaperera (was Trinella matintaperera).
- Avima naranjoi (was Trinella naranjoi).
- Avima octomaculata (was Trinella octomaculata).
- Avima olmosa (was Trinella olmosa).
- Avima palpogranulosa (was Trinella palpogranulosa).
- Avima quadrata (was Trinella quadrata).
- Avima scabra (was Trinella scabra).
- Avima severa (was Trinella severa).
- Avima soaresorum (was Trinella soaresorum).
- Avima subparamera (was Trinella subparamera).
- Avima troglobia (was Trinella troglobia).
- Avima tuttifrutti
- Avima venezuelica (was Trinella venezuelica).
- Avima wayuunaiki

---
- Trinella leiobuniformis als junior synoniem van Avima intermedia
- Trinella leucobunus als junior synoniem van Avima albiornata
- Trinella nigromaculata als junior synoniem van Avima quadrata

Uitgesloten:
Trinella plana = Paravima plana, Trinella quirozi = Paravima quirozi.